# Шпон

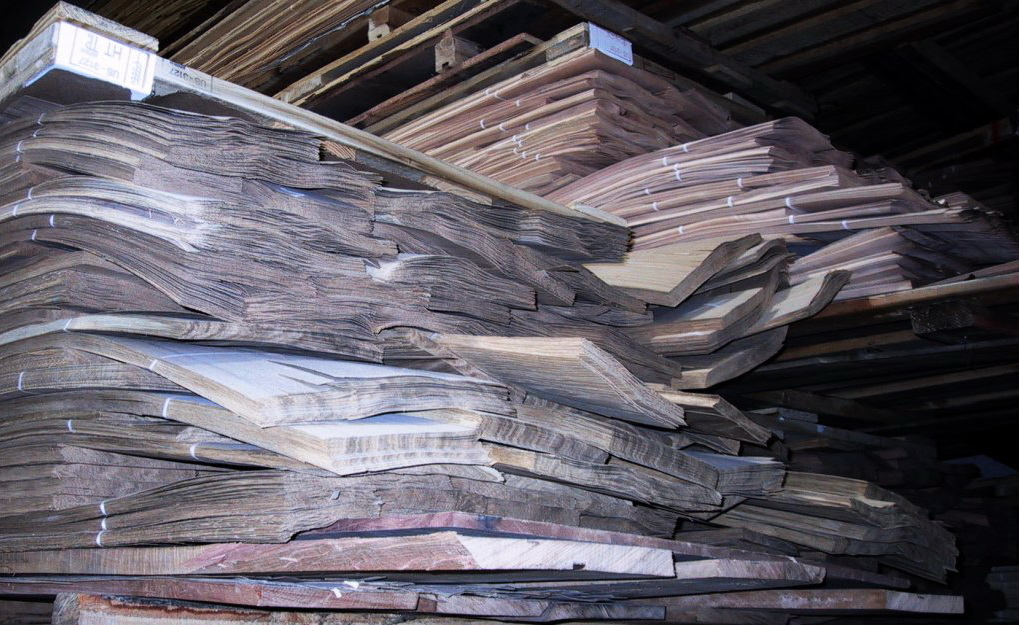
Листи шпону

Шпон (нім. Span — «тріска, скіпка, уламок») або шпона, також дикт (від нім. Dikte — «тонка дошка») — це тонкий лист деревини (тонка дошка) товщиною 0,35-4,0 мм. Існує струганий, пиляний і лущений шпон.

## Струганий шпон
Струганий шпон (Форнер) виготовляють зазвичай із колод цінних порід дерева (горіха, карельської берези тощо) на шпоностругальних верстатах. При цьому на зріз потрапляє як зовнішня (заболонь), так і внутрішня частина колоди (ядро). Товщина струганого шпону 0,4; 0,6; 0,8; 1,0 мм. Використовують для облицьовування деталей і виробів меблів, деревинних плит і фанери.
Шпон виготовляють із таких листяних розсіяносудинних порід: береза, бук, граб, груша, клен, липа, вільха, горіх, осика, тополя; кільцесудинних: в'яз, дуб, каштан, ясен; із хвойних: модрина, сосна.
За текстурою, струганий шпон поділяють на види: радіальний (Р), напіврадіальний (НР), тангентальний (Т), тангентально-торцевий (ТТ). 
Шпон повинен виготовлятися обрізним і прирізним. Розміри обрізного шпону мають відповідати вимогам, наведеним у змінах № 1 до ГОСТу 2977-82, затверджених і введених в дію від 01.01.88 р. 
Шорсткість поверхні шпону обмежено ГОСТом 7016-82. Вологість шпону має становити 8±2%. 
В умовному позначенні струганого шпону відображається: порода деревини, вид, сорт, товщина шпону та стандарт. Зокрема, приклад умовного позначення шпону ясеневої породи, напіврадіального виду, 2-го сорту, товщиною 0,8 мм позначається таким записом: Ясен НР 2-0,8 ГОСТ 2977-82.
Струганий шпон виробляють, транспортують та зберігають відповідно до чинного на території України ГОСТу 2977-82 «Шпон строганый. Технические условия.».
Шпон підрозділяють на вісім сортів: А, АВ, В, ВВ, С, 1, 2, 3 (у порядку убування якості).

## Лущений шпон
Лущений шпон виготовляється із деревини листяних та хвойних порід з сировини 1 та 2 сортів. Виготовляють лущенням (обточуванням) колоди, що обертається. Тому під зріз потрапляє спочатку заболонь, а потім ядро. Внаслідок цього шпон одноколірний і не має такої красивої текстури як струганий. Залежно від якості деревини і обробки шпон поділяють на п'ять сортів: Е(еліта), І, ІІ, ІІІ, IV — для листяних порід; Ех, Іх, ІІх, ІІІх, IVx — для хвойних порід.
Використовують його для виготовлення фанери та облицьовування столярних, стружкових, фанерних та інших плит.
Лущений шпон та фанера загального призначення треба виробляти, транспортувати та зберігати відповідно до вимог чинних на території України стандартів:
- ГОСТ 99-96 «Шпон лущеный. Технические условия»,
- ГОСТ 3916.1-96 «Фанера общего назначения с наружными слоями из шпона лиственных пород. Технические условия»,
- ГОСТ 3916.2-96 «Фанера общего назначения из шпона хвойных пород. Технические условия».

Облік шпону проводять в квадратних метрах і (або) кубічних метрах. Площу листа шпону визначають з точністю до 0,01 м², а площу листів партії — з точністю до 0,5 м². Об'єм окремого листа шпону визначають з точністю до 0,00001 м³, а об'єм партії шпону — з точністю до 0,01 м³.
Матеріали з шпону:

Фанера. З лущеного шпону виготовляють переважно клеєну фанеру, на одну із сторін якої (лицьову) зазвичай йде шпон кращої якості, а на зворотну — гіршої. Фанера буває тришарова, п'ятишарова і багатошарова. Випускають фанеру п'яти сортів: А/АВ, АВ/В, В/ВВ, ВВ/С, С/С (у порядку зниження якості).
- Бакелізована (водостійка) фанера ФБС, ФБВ, ФБС-А та ін. склеєна бакелітовим клеєм, тому вона не розшаровується у воді.
- Декоративна фанера ФОФ і ФОК оклеєна з однієї або з обох сторін струганими шпонами цінних порід деревини. Вона буває шліфована і не шліфована.
- Декоративна фанера ДФ-1, ДФ-2, ДФ-3, ДФ-4 покрита з одного або обидвох сторін декоративним папером або плівкою, що імітує текстуру цінної деревини.